# Пань Юе
Пань Юе (*潘岳, 247 —300) — китайський державний діяч та поет часів династії Західна Цзінь, один з провідних представників поетичної течії Тайкан-ті.

## Життєпис
Походив з впливової чиновницької родини Пань. Народився у м. Чжонмоу в області Жун'ян (сучасне м. Чжонму провінції Хенань). Його дід Пан Цзінь був губернатором провінції Аньпін (в сучасній провінції Хебей) у епоху династії Східна Хань, а його батько Пань Пі служив губернатором Лан'є (у сучасній провінції Шаньдун).
Замолоду проявилися неабиякі здібності до навчання й літературний хист. У рідні отримав призвісько «дивний підліток».
З кінця 260-х Пань Юе перебував при дворі імператора У-ді. Обіймав високі посади в центральному адміністративному апараті. У 266 році відбув до столиці імперії в Лоян і служив як помічник у Міністерстві громадських робіт. У 278 році на деякий перебирається до родинного маєтку. У 282 році очолив округ Мен. У 287 році призначений на посаду хуанмень шилан (цензор Імператорської ради). У той же час він став одним з лідерів придворної поетичної групи Ерши си ю («Двадцять чотири друга»). Відомо, що шанувальниками поетичний. дарунка Пань Юе були особисто імператора члени його родини.
Після смерті У-ді Пань Юе, пославшись на слабке здоров'я, у 290 році подав у відставку і 5 років прожив відлюдником. Повернення у 295 році до політичного життя, на перших порах привело його до стрімкого піднесення, аж до посади начальника Департаменту державних справ (шаншу лін). Втім у 300 році під час міжусобних чвар був звинувачений у змові та страчений.

## Творчість
У доробку є 15 віршів-ши (включно з циклами), 12 повних текстів і 10 фрагментів од-фу.
Лірика Пань Юе за тематикою і своєїм настроєм нагадує творчість Лу Цзі. Його ліричний герой теж перебуває в стані внутрішньої спустошеності та депресії. Пань Юе на відміну від Лу Цзі цікавлять не стільки причинами такого душевного надриву, скільки деталями і нюансами його переживань. Найзначущішим є цикл-триптих «Дао ван ши» («Сумую про померлу дружину»).
Оди Пань Юе можна розділити на три основні тематичні групи: «класичні» оди-панегірики, присвячені оспівуванню правлячого режиму через опис офіційних ритуальних і придворних церемоній і переможних військових кампаній («Ода про ораня імператорського поля», «Ода про полюванні на фазанів», «Ода про похід на захід»; оди на любовні теми («Ода про скорботу за померлою дружиною», «Ода про удову»; твори особистісного характеру («Ода про осінній настрой», «Ода про думи стосовно колишніх часів». Їм властиві мотиви розчарування у службовій кар'єрі і відчуття власної самотності, доповнені сентенціями на адресу верхів, нездатних налагодити справи володарювання, наріканнями на особисті життєві і службові негаразди, оспівування радостей буття поза суєтного світу.
Творчість Пань Юе продовжує тематичну лінію «поезії полів і садів» (тянь-юань ши) і є передвісником лірики Тао Юаньміна.